# Aviva
Aviva plc è una compagnia assicuratrice britannica con sede a Londra.
Presente in 16 paesi, con i suoi circa 33 milioni di clienti è la sesta più grande compagnia assicuratrice del mondo ed è leader nel Regno Unito nel ramo danni, vita e previdenza. Aviva è una multinazionale con importanti mercati in Europa, Asia e Canada.
La compagnia è quotata sia alla Borsa di Londra (listino primario) che a quella di New York (listino secondario) e fa parte del FTSE 100.

## Storia
La storia di Aviva risale alla creazione di Hand in Hand Fire & Life Insurance Society a Londra nel 1696.
In tempi più recenti, la nascita di Aviva può essere fatta risalire a CGNU plc, nata a sua volta nel 2000 dalla fusione di due compagnie assicuratrici inglesi: Norwich Union e CGU plc. CGU plc era stata creata a sua volta nel 1998, dalla fusione di Commercial Union e General Accident.
Nel luglio del 2006, Aviva aumenta la propria presenza sul mercato statunitense acquisendo AmerUS Group, una compagnia di servizi finanziari fondata nel 1896. A seguito di questa operazione AmerUS Group è stato rinominato Aviva USA Corporation.
Nell'aprile del 2002 gli azionisti di CGNU plc decisero di cambiare il nome della compagnia in Aviva plc. La fase di transizione dai precedenti marchi ad Aviva è stata graduale. Nel mercato inglese la compagnia ha continuato ad operare con il marchio commerciale di “Norwich Union” fino al giugno del 2009. Il lancio del nuovo brand Aviva nel Regno Unito è avvenuto con una campagna pubblicitaria di 9 milioni di sterline. Si tratta di uno degli investimenti pubblicitari più costosi nel campo assicurativo inglese e che ha visto le partecipazioni di Elle Macpherson, Bruce Willis e Alice Cooper.
Nell'ottobre 2009 la Compagnia ha deciso di aumentare il focus nel settore delle assicurazioni per le imprese attraverso l'utilizzo di broker. Nella campagna pubblicitaria a supporto dell'iniziativa, Paul Whitehouse fu ingaggiato per interpretare la parte di un parrucchiere di successo che gestiva tre diversi saloni. Il payoff della campagna era "We're in business to keep you in business”.
Nel luglio 2012, Aviva ha annunciato un piano che prevede la vendita o la chiusura di 16 business considerati non-core. Il piano mirava a semplificare le attività Aviva nel mondo con l'obiettivo di migliorare i ritorni per gli azionisti. Tra le prime operazioni del piano fanno parte la vendita delle operazioni in Corea del Sud e la chiusura dei nuovi business della bulk-buying annuity unit nel Regno Unito.
Nell'agosto 2012, Aviva ha annunciato esuberi fino a 800 posti di lavoro a seguito della riorganizzazione decisa a fronte del perdurare della crisi economica che persiste nella Eurozona.
Nel dicembre 2012 si è concluso l'accordo che ha visto la vendita di Aviva Usa Corporation ad Athene Holding per un controvalore di 1.8 miliardi di dollari. Anche questa operazione è parte del piano volto a migliorare i risultati per gli azionisti e ridurre il capitale necessario al gruppo per operare.
Il 13 aprile 2015, Aviva ha completato l'acquisizione di Friends Life Group. Andy Briggs, group chief executive di Friends Life, è diventato CEO di Aviva UK Life, mentre Mark Wilson ha mantenuto il suo ruolo di Group CEO di Aviva.

## Management
Richard Harvey: A D. fino al luglio 2007
Andrew Moss: successore di R. Harvey, era il precedente Group finance director. Ha rassegnato le sue dimissioni l'8 maggio 2012 a seguito della votazione negativa dell'assemblea degli azionisti sulla proposta di incremento della retribuzione di A. Moss del 5%. La votazione negativa è stata motivata sulla base dei risultati registrati negli ultimi anni dalla compagnia, non allineati con il mercato.
John McFarlane: in seguito all'uscita dell'A.D. Andrew Moss, McFarlane ha assunto la carica di Presidente Vicario (executive deputy chairman) ed è diventato Presidente (presidente esecutivo) il 1º luglio 2012.
Mark Wilson: ha assunto il ruolo di A.D. il 1º gennaio 2013.
Il 12 settembre 2014 Aviva ha annunciato la nomina di Sir Adrian Montague come Presidente non esecutivo a seguito del pensionamento di John McFarlane.
Nel marzo 2019 Maurice Tulloch è stato nominato A.D.; tuttavia, si è dimesso nel luglio 2020 per motivi di salute familiare ed è stato sostituito da Amanda Blanc, che in precedenza è stata direttore non esecutivo indipendente della società. Jason Windsor è diventato chief financial officer nel settembre 2019.
George Culmer è subentrato alla presidenza di Sir Adrian Montague il 27 maggio 2020.

## Sponsorizzazioni
Aviva è diventata main sponsor di Norwich City Football Club nel maggio 2008.
Nel 2009 ha acquistato i diritti all'utilizzo del nome per il rinnovato stadio Lansdowne Road in Dublino, Irlanda, ora noto come Aviva Stadium.
Nel corso del 2010 Aviva ha sostituito Guinness nella sponsorizzazione della Premiership inglese di rugby. La sponsorizzazione, della durata di quattro anni, è valutata 20 milioni di sterline. A luglio 2013 Aviva ha esteso la sponsorizzazione per altri quattro anni.

## Attività
Aviva si occupa di gestione di risparmi a lungo termine, di fondi e di assicurazioni vita e
danni.

### I mercati principali
- Regno Unito e Irlanda
- Francia
- Italia
- Polonia
- Canada
- Singapore

## Aviva in Italia

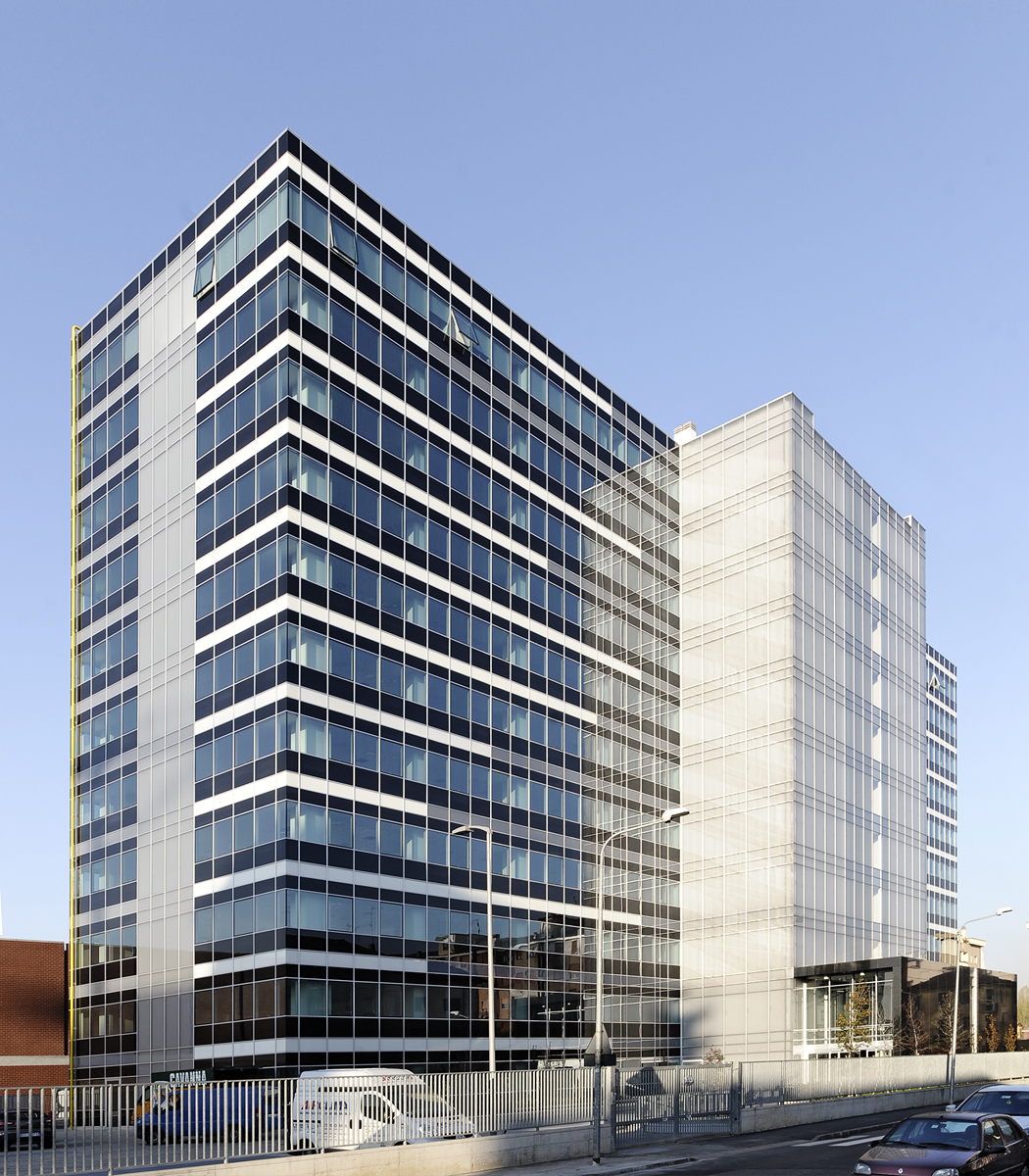
Sede Aviva a Milano

Aviva in Italia opera sia nel ramo danni, che in quello vita e nel 2011 si è posizionata al settimo posto nell'annuale classifica dei gruppi assicuratori curata da ANIA.
Ha sede a Milano. Dal 1º novembre 2012 ha trasferito i propri uffici nel quartiere di Affori in Via Scarsellini 14.
Dal 1º ottobre 2021 Allianz ha acquisito Aviva Italia S.p.A. che ha cambiato denominazione in Allianz Viva S.p.A.

### Management
Ignacio Izquierdo Saugar: Amministratore delegato in carica da ottobre 2017. Dall'ottobre 2019 Carlo Salvatori è il presidente.

### Attività
Aviva offre soluzioni assicurative e finanziarie per la persona, la famiglia e l'impresa attraverso la rete di agenti plurimandatari e broker, consulenti finanziari e accordi di bancassicurazione con gruppi bancari come UniCredit, UBI Banca e Banca Popolare di Bari.
In Italia operano oltre 500 dipendenti all'interno delle seguenti società principali:
- Area Vita
  - Aviva S.p.A.;
  - Aviva Vita S.p.A. (fino al 2003 Risparmio Vita Assicurazioni S.p.A.);
  - Aviva Life S.p.A.;
  - Area Life International Assurance Ltd.
- Area Danni
  - Aviva Italia S.p.A.